# Machico♡プリキュアのうた!
『Machico♡プリキュアのうた！』（まちこ プリキュアのうた！）は、Machicoのベスト・アルバム。2022年12月21日にマーベラスから発売された。

## 背景・リリース
2020年から3年にわたり、アニメ「プリキュアシリーズ」の主題歌歌手として関わってきたMachicoによる同シリーズ関連の楽曲を収録したベスト・アルバム。Machicoのベスト・アルバムは、アーティストデビュー10周年を記念し、2022年7月20日に本来の所属レーベルである日本コロムビアからリリースされた『10th Anniversary Album -Trajectory-』に続く2枚目となる。
Machicoはリリースが決まった際には、「アルバムにできるくらいの曲を担当させてもらったという喜びとともに、プリキュアの世界の中の自分の歩みをまとめられたのが嬉しかった」と語っている。選曲にあたっては、これまで歌った楽曲の中から厳選し、ファンも好きな楽曲を選んだとしている。
収録楽曲は、主題歌歌手として参加した『ヒーリングっど♥プリキュア』『トロピカル〜ジュ!プリキュア』『デリシャスパーティ♡プリキュア』の3作品の主題歌・挿入歌・イメージソングのほか、歌手参加以前に岬あやね役で声優として出演した『キラキラ☆プリキュアアラモード』のキャラクターソング、自身作詞の2曲を含む書き下ろし新曲3曲など、全14曲が収録される。
新曲3曲のうち、作詞した2曲については、「ワタシイロ」は春っぽい曲、「POPPING NOW」は夏っぽい曲という大まかなテーマをもらって作詞しており、前者は『ヒーリングっど』を思い浮かべつつ「自分がプリキュアのひとりだったら」「今までとは違う自分に変わっていって、自分たちの愛や正義で世界を守っていく」という気持ちを込めて、後者は『トロピカル〜ジュ』の登場人物が過ごしてきた日々を思い浮かべ、また「嘘のない、ありのままの自分が実はいちばん輝いているんだよ」ってことを伝えられる曲になればという考えて詞を書いたとしている。曲に関しては「ポップでみんなとノレる曲ももちろん好きだけど、ちょっとゆっくりした気持ちで、みんなで一体感を味わえるような曲もあったらいいな」と話した上で作ってもらったという。また、「日曜日のともだち」には『ひろがるスカイ!プリキュア』の前期オープニング・エンディング主題歌（吉武千颯とのデュエット）を担当する石井あみがコーラスとして参加している。
パッケージ構成は初回限定のアーティスト盤と通常仕様のアニメ盤の2種類で、アーティスト盤はMachicoの出身地・広島県呉市で撮られたMachicoの写真を用いたジャケットと、三方背スリーブケース＆デジパック仕様、印字手書き歌詞カードと印字サイン＆メッセージ入りMachico撮りおろしブロマイド（全4種から2種ランダム封入）、今回の為に呉市で新規に撮影した「Cheers!デリシャスパーティ♡プリキュア」と新曲の「POPPING NOW」のミュージック・ビデオ及びそのメイキング映像を収録したDVDを同梱。アニメ盤には参加3作品の主人公3人が左からキュアグレース・キュアプレシャス・キュアサマーの順で描かれたオリジナル描きおろしジャケットと、初回限定でスーパーアート6色印刷仕様のキャンバスブロマイドが付属する。また、イベント申し込み用のシリアルコードが両仕様それぞれ付属し、2つ揃えることで2023年3月25日に東京都渋谷区の渋谷WWWで開催された「リリース記念！バースデースペシャルトーク&ライブ」への参加を申し込むことが可能となっていた。

## プロモーション
2022年12月7日未明（6日深夜）配信の文化放送超!A&G+『安野希世乃のきよなび！』にMachicoがゲスト出演。本作にまつわる話題がMachico本人から語られた。
2022年12月21日放送の『Kiss & Ride』（FMヨコハマ）にMachicoがコメント出演。あわせて番組内では本作の発売告知も行われた。また、同日18時からマーベラス音楽映像公式YouTubeチャンネルで生配信された「ちはやお姉さんの見たい！聴きたい！伝えたい！」にもMachicoがゲスト出演し、進行の吉武千颯とともに本作を始めとする『デリシャスパーティ♡プリキュア』関連の音楽・映像商品や、2023年2月18・19日に中野サンプラザホールで開催された『デリシャスパーティ♡プリキュア感謝祭』の紹介が行われた。
2022年12月24日放送の文化放送『A&G TRIBAL RADIO エジソン』にMachicoが天﨑滉平の代打パーソナリティ兼ゲストとして出演。22時台では本作品を特集した。
2022年12月25日放送の『ミューパラTV』と2023年1月4日放送の『GAKUON!』（いずれも朝日放送テレビ）にそれぞれMachicoがコメント出演。あわせて番組内では本作品を特集した。

## 収録楽曲
- CDはアーティスト盤・アニメ盤共通収録。既発曲の解説は各収録作品を参照のこと。

| #         | タイトル | 作詞           | 作曲       | 編曲       | 時間  |
| --------- | --- | -------------- | ---------- | ---------- | ----- |
| 1.        | 「ワタシイロ」 | Machico        | 馬瀬みさき | 馬瀬みさき | 3:51  |
| 2.        | 「Cheers!デリシャスパーティ♡プリキュア」(『デリシャスパーティ♡プリキュア』OP主題歌)                                      | マイクスギヤマ | 馬瀬みさき | 馬瀬みさき | 3:49  |
| 3.        | 「Viva! Spark!トロピカル〜ジュ!プリキュア」(『トロピカル〜ジュ!プリキュア』前期OP主題歌)                                 | 大森祥子       | EFFY       | EFFY       | 4:22  |
| 4.        | 「LOVE FOR ALL」(『ヒーリングっど♥プリキュア』イメージソング)                                                            | 藤本記子       | 藤本記子   | 福富雅之   | 4:37  |
| 5.        | 「CLAP!〜勇気を鳴らせ〜 Remix for Machico」(『トロピカル〜ジュ!プリキュア』イメージソング)                               | マイクスギヤマ | 石塚玲依   | 石塚玲依   | 3:56  |
| 6.        | 「IGNITION」(歌：岬あやね、『キラキラ☆プリキュアアラモード』挿入歌)                                                      | ミズノゲンキ   | 睦月周平   | 睦月周平   | 4:15  |
| 7.        | 「Soul Believer」(歌：岬あやね、『キラキラ☆プリキュアアラモード』挿入歌)                                                 | ミズノゲンキ   | 睦月周平   | 睦月周平   | 4:44  |
| 8.        | 「シェアして！プリキュア Machico Ver.」                                                                                  | 青木久美子     | 三好啓太   | 三好啓太   | 5:03  |
| 9.        | 「日曜日のともだち」(コーラス：石井あみ)                                                                                 | こだまさおり   | 高木洋     | 馬瀬みさき | 3:50  |
| 10.       | 「大好きのSnowball」(『映画 トロピカル〜ジュ!プリキュア 雪のプリンセスと奇跡の指輪!』挿入歌)                             | 大森祥子       | 森いづみ   | 森いづみ   | 2:57  |
| 11.       | 「ミラクルっと♥Link Ring!」(『ヒーリングっど♥プリキュア』前期ED主題歌)                                                   | eNu            | 大橋莉子   | KOH        | 4:07  |
| 12.       | 「若葉のころ」(『映画 プリキュアミラクルリープ みんなとの不思議な1日』イメージソング)                                    | マイクスギヤマ | 石塚玲依   | 石塚玲依   | 4:35  |
| 13.       | 「POPPING NOW」 | Machico        | EFFY       | 馬瀬みさき | 3:57  |
| 14.       | 「やくそく 〜Original Remix Version〜」(『映画 ヒーリングっど♥プリキュア ゆめのまちでキュン!っとGoGo!大変身!!』ED主題歌) | 六ツ見純代     | 森いづみ   | 森いづみ   | 4:48  |
| 合計時間: | 合計時間: | 合計時間:      | 合計時間:  | 合計時間:  | 58:51 |

| #  | タイトル                                     | 作詞 | 作曲・編曲 |
| -- | -------------------------------------------- | ---- | ---------- |
| 1. | 「Cheers！デリシャスパーティ♡プリキュア MV」 |      |            |
| 2. | 「POPPING NOW MV」                           |      |            |
| 3. | 「MVメイキング映像」                         |      |            |